# Sándori Ferenc
Sándori Ferenc István (Győr, 1870. november 21. – Győr, 1937. május 3.) győri vaskereskedő, Győr város törvényhatósági bizottsági tagja, a Győri Lloyd általános kereskedő testület alelnöke, a győri Első Takarékpénztár igazgatósági tagja, az Országos Magyar Kereskedelmi Egyesülés elnöki tanácsának a tagja, a Győri Automobil és Motor Club tagja.

## Családja és származása
A győri római katolikus polgári Schandl családban született. Apja Sándori Nándor (Született: Schandl) (1835–1895), győri vaskereskedő, anyja Miedler Magdolna (1848–?). Schandl Nándor 1864-ben a "Sándori" vezetéknevet vette fel a korábbi "Schandl" nevét mellőzve. Az apai nagyszülei Schandl József (1801–1860), győri gyógyszerész, és Frölich Anna (1814–1904) voltak. Az apai nagyapjának a fivére Schandl János (1799–1881), Győr szabad királyi város képviselője az 1848-as szabadságharc alatt, Győr város tanácsosa, győri bérháztulajdonos, gyümölcs- és gabonakereskedő, kasznár, dunaszentpáli földbirtokos; az apai nagyapjának a leánytestvére Schandl Terézia (1802–1887), akinek a férje szalacsi és nagytanyi Szalachy Antal (1802–1884) táblabíró, földbirtokos volt. Sándori Ferencnek az apai nagynénje Schandl Franciska (1841–1907), akinek a férje nemes Argay István (1826–1916), orvos, az 1848-as szabadságharc alatt honvéd, háromféle tudori oklevél tulajdonosa, Győr város törvényhatósági bizottsági tagja, a pápai Szent Szilveszter- és az Aranysarkantyú-rend lovagja, földbirtokos volt.

## Élete
Az alaptanulmányai befejezése után édesapjának a már akkoriban sikeres vaskereskedői cégbe beállt dolgozni. Sándori Ferenc a vaskereskedők szakmájának egyik legelőkelőbb tagja volt. Sándori Ferenc nemcsak mint vaskereskedő szerzett kiváló érdemeket, hanem a gazdasági és társadalmi élet más területein is. Győr város törvényhatósági bizottságának tagja volt. A Győri Lloyd Általános Kereskedelmi Testület alelnökévé választotta meg. Az OMKE-ban mint elnöki tanácstag szerepelt és így belekerült az országos kereskedelmi szervezésbe, ahol kiváló érdemeket szerzett. Igazgatósági tagja volt a Győri Első Takarékpénztárnak, ezenkívül még a győri társadalom számos kulturális és jótékonysági intézményeiben vett részt. Halála előtt egy évvel, amikor Győr városát a Magyar Vaskereskedők és Vasiparosok Országos Egyesülete felkereste és az ottani körzetet megalapította, amidőn megválasztotta Sándori Ferencet a Felső-dunántúli Vaskereskedelmi Körzetelnökévé, fiatalos frissességgel, ügyszeretettel, körültekintéssel intézte a győri és környékbeli vaskereskedelem megszervezését. Sándori Ferenc szintén tagja volt az 1888-ban megalapított Győri Kerékpár Egyesületnek, a Győri Csónakázó Egyletnek a pénztárosa, illetve a Győri Automobil és Motor Club tagja is volt; az első személyautót Győrben (egy FIAT-ot) a kórházigazgató, dr. Petz Lajos (1854–1932) vásárolta, míg két esztendővel később Sándori Ferenc vaskereskedő 1911-ben egy német NAG büszke tulajdonosa lett.

## Házassága és leszármazottjai
1897. június 1-jén Kocsban, feleségül vette a nemesi származású rétalapi Mihályi családból való rétalapi Mihályi Mária Erzsébet Alojzia (Szend, Komárom vármegye, 1878. december 21. – Győr, 1940. április 3.) kisasszonyt, akinek a szülei rétalapi Mihályi Ignác (1838–1911), nagybirtokos, Komárom vármegye törvényhatósági bizottságának a tagja, és Lózert Lujza (1851–1922) voltak. Mihályi Ignác 1895. szeptember 25-én magyar nemesség, családi címer, valamint a "rétalapi" nemesi előnév adományozásában részesült I. Ferenc József magyar királytól. Sándori Ferencné Mihályi Máriának az anyai nagyszülei Lózert József (1812–1885), földbirtokos, és kolosvári Kolossváry Mária (1827–1897) voltak. Sándori Ferenc és Mihályi Mária frigyéből született:
- Sándori Margit (1898 – Budapest, 1947. július 31.).[16] Férje: dr. Csejkey Ernő (szül: Meixner) (Szombathely, 1887. szeptember 11. – Budapest, 1969. január 9.) ügyvéd, politikus, 1946 és 1949 között a Magyar Nemzeti Bank elnöke.
- Sándori Nándor, vaskereskedő.
- Sándori László.